# Anton Rous
Anton Rous, slovenski pravnik in politik * 8. september 1939, Beltinci, † 14. februar 2024.
V času 8. vlade Republike Slovenije je bil državni sekretar v kabinetu predsednika vlade, ki je nadzoroval uresničevanje ciljev iz koalicijske pogodbe.
Od leta 2002 do leta 2005 je bil predsednik DeSUS-a.